# Forza per Operazioni Speciali dell'Armata Popolare Coreana
La Forza per Operazioni Speciali dell'Armata Popolare Coreana (조선인민군 특수작전군?, 朝鮮人民軍 特殊作戰軍?, Chosŏn-inmin'gun teugsujagjeongunMR, NKSOF) consiste in unità militari d'élite appositamente equipaggiate ed addestrate per eseguire operazioni militari, politiche o psicologiche per la Corea del Nord. Sono circa 180.000 i soldati delle forze operative speciali.

## Missione
Le missioni delle Forze Operative Speciali del KPA devono violare la pronta difesa della Corea del Sud, per creare un "secondo fronte" nelle retrovie del nemico e condurre una ricognizione strategica e dirigersi sul campo di battaglia.

## Storia
La data ufficiale di formazione per la SOF è difficile da trovare, ma i rapporti di attività di queste forze sono stati all'ordine del giorno dal 30 ottobre 1968. In questa data, i commando marittimi sbarcarono sulle spiagge da Samcheok a Uljin, nella Corea del Sud e dopo una serie di battaglie si ritirarono di nuovo in Corea del Nord. Lo stesso Kim Il Sung ha detto che la Forza Operativa Speciale "è la forza d'élite più forte dell'intero esercito coreano ed è l'unica forza d'avanguardia delle Forze Armate della Repubblica Popolare Democratica di Corea".

### Parata del 15 aprile 2017 a Pyongyang
Il 15 aprile 2017, una nuova unità di forze speciali che indossanti moderne uniformi da combattimento simili alla 707ª SMB hanno marciato insieme ad elementi dell'esercito popolare coreano in una parata del 105 ° anniversario della nascita del fondatore della Corea del Nord Kim Il-sung in Pyongyang. I media statali nordcoreani hanno confermato la nuova unità Elite per contrastare i SEAL della Marina americana e li hanno chiamati i "commando fulminei".

## Armi
- Tipo 88-2 "Top Folding Stock" - Copia nordcoreana AK-74 usata con caricatore elicoidale allegato, ora in uso anche con il Type 98. Il Type 88-2 ha un telaio del ricevitore AK-74 più standard mentre il Type 98 è leggermente più modificato.
- Tipo 98 - Variante del tipo 88-2 "Top Stock Folding" con un caricatore elicoidale che si ritiene abbia una capacità compresa tra 75-150 colpi di 5,45x39mm e presenta alcune modifiche esterne nella forma delle armi vicino a dove si piega il calcio . Caratteristiche canna più corta rispetto al tipo 88.
- Baek Du San - La versione nord coreana della pistola CZ 75, il modello Special Operation Force presenta una piastra di base per caricatore più grande e presenta una presa tattica di legno in una fondina toracica, a differenza del Baek Du San standard dato ai soldati standard o il più cromato targa incisa a uno dei generali e ad altri alti ufficiali.
- Sterling Submachine Gun - Usato dai commando della Corea del Nord durante le infiltrazioni in Corea del Sud.
- Vz.61 - Utilizzato dai commando di élite della Corea del Nord.
- Bizon PP-19 - Pistola mitragliatrice russa degli anni '90.

## Organizzazione

### Aerotrasportati
SOF usa l'antiquato Antonov An-2 per infiltrarsi per via aerea. L'An-2 può inviare paracadutisti con lancio aereo o atterraggio. Con la piccola cellula dell'An-2, è possibile atterrare su un'autostrada e inserire paracadutisti.

### Brigate di Ricognizione
A volte conosciuti come brigate "da cecchino", fanno parte dello sforzo di intelligenza di fondo del KPA. Queste unità hanno anche la possibilità di eseguire azioni dirette. Si allenano e si attrezzano per cogliere o distruggere obiettivi strategici all'interno del ROK. Inoltre, si sospetta che queste unità eseguano tentativi di omicidio.

### Fanteria Leggera
I battaglioni di fanteria leggera KPA si trovano nelle unità a schieramento avanzato e nella zona posteriore del corpo coreano della Corea del Nord. I battaglioni leggeri sono simili alle loro controparti anfibie di fanteria leggera ad eccezione dell'assenza dell'addestramento marino aggiuntivo. L'obiettivo principale della fanteria leggera è la "rapida infiltrazione e distruzione delle aree posteriori nemiche attraverso movimenti nascosti". Le missioni della fanteria leggera comprendono il sequestro di linee di comunicazione dell'area in avanti e la distruzione di bersagli ad alto rendimento come siti nucleari o chimici. In linea con il loro nome, sono armati leggeri e dotati di armi leggere e anticarro. Per anni, la fanteria leggera SOF era nota per essere una delle poche forze speciali del mondo senza armatura: nessuna armatura era chiaramente visibile nei video durante gli allenamenti o le esercitazioni militari. Alla fine dell'estate 2012 sono emersi alcuni scatti con forze speciali che mostrano l'armatura durante l'allenamento.

### Forze per Operazioni Speciali Marittime
Le stime rivelano che i nordcoreani possono inviare oltre 7000 membri del personale SOF a ciascuna delle coste della Corea del Sud. In base al numero di navi disponibili per il SOF, potevano inviare 5.000 di questi soldati in una portata (circa 102 unità anfibie). Si prevede che queste forze speciali, una volta a terra, tenteranno di infiltrarsi nel terreno accidentato della Corea del Sud per attaccare il ROK nelle loro aree posteriori poco prima e durante il rinnovato inizio delle ostilità tra i due paesi. Inoltre, la capacità aggiunta di una piccola nave con caratteristiche "furtive" consente ai comandanti di traghettare verso la costa del ROK.
Come altre forze speciali in tutto il mondo, uno stretto coordinamento con i servizi della sorella fornisce il necessario trasporto intorno al campo di battaglia. Per il SOF marittimo, il componente più comunemente usato per l'infiltrazione moderna ha usato i sottomarini della Marina DPRK. La Marina della Corea del Nord ha 24 sottomarini elettrici diesel classe Romeo. Questi sottomarini sono utilizzati principalmente nelle aree costiere e rappresentano un'ottima piattaforma per depositare le unità al largo. Sottomarini di classe Sang-O appositamente equipaggiati trasportano un piccolo equipaggio di diciannove e servono al solo scopo di infiltrazioni costiere. Infine, la Marina della Corea del Nord possiede almeno quarantacinque sottomarini nano ideali per infiltrarsi nel ROK da due a cinque squadre. Tali piccoli sottomarini si rivelano difficili da individuare tra le coste frastagliate della penisola coreana.